# Активные меры
«Активные меры» (англ. «Active Measures») — пятый эпизод седьмого сезона американского драматического телесериала «Родина», и 77-й во всём сериале. Премьера состоялась на канале Showtime 11 марта 2018 года.

## Сюжет
У правительства появились опасения по поводу возможного насилия вокруг поминок после Лукасвилля. Президент Кин (Элизабет Марвел) обращается с мольбой к жёнам агентов ФБР, которые были убиты в Лукасвилле, прося их также присутствовать на поминках. Присутствующие встречают жён с враждебностью, пока Мэри Элкинс не встречает и приглашает их посидеть с ней. Вечер проходит без серьёзных происшествий.
У Сола (Мэнди Патинкин) появляется рабочая теория — фейковая новость о Дж. Дж. Элкинсе была распространена Россией. Он навещает Ивана Крупина (Марк Иванир), бывшего оперативника СВР, который теперь находится в программе защиты свидетелей. Они обсуждают Евгения Громова, россиянина, который спровоцировал конфликт на Украине с помощью аналогичной сфабрикованной историей. Крупин говорит, что он сомневается в том, что россияне стоят за этим последним инцидентом. Сол не уверен в том, что ему стоит доверять, и просит установить наблюдение за Крупиным.
Пытаясь соединить убийство Макклендона с Дэвидом Уэллингтоном, Кэрри (Клэр Дэйнс) собирает команду, состоящую из старых друзей по ЦРУ. Вместе с Данте (Морган Спектор) и Максом (Мори Стерлинг), команда застолбляет рабочее место Симон Мартин (Сандрин Холт), а также повреждает машину Симон, чтобы она осталась дома после ухода рабочих. Когда дома остаётся одна Симон, три члена команды заходят внутрь, чтобы схватить Симон и встряхнуть её. Энсон (Джеймс Д'Арси) заставляет Симон признаться в том, что она сняла $50 000 в качестве платы за убийство Макклендона, а затем требует дополнительные $100 000 и освобождает её. Ожидая, что Симон немедленно сообщит об этом своему руководителю, команда радуется, когда она сразу звонит их главному подозреваемому, Уэллингтону (Лайнус Роуч). Последующий визит Симон в дом Уэллингтона запечатлён на камерах Кэрри. Кэрри наблюдает за ними и падает духом, когда Симон всего лишь занимается сексом с Уэллингтоном, не говоря ни слова о вымогательстве.

## Производство
Режиссёром эпизода стал Шарлотта Зилинг, а сценарий написала соисполнительный продюсер Дебора Кан.

## Реакция

### Реакция критиков
Эпизод получил рейтинг 83% на сайте Rotten Tomatoes на основе шести отзывов.
Ширли Ли из «Entertainment Weekly» оценила эпизод на «B+», заключив, что он «активировал несколько новых тайн для преследования, и этот последний поворот оставляет меня заинтригованной, чтобы увидеть большее». Брайан Таллерико из «New York Magazine» дал эпизоду 3 звезды из 5, и назвал разговор между Кин и Гудман лучшей сценой эпизода.

### Рейтинги
Во время оригинального показа, эпизод посмотрели 1.32 миллиона зрителей.